# Noordelijk kampioenschap hockey heren 1944/45
Het Noordelijk kampioenschap hockey heren 1944/45 had de 15e editie van deze Nederlandse hockeycompetitie moeten worden.

## Competitie
Een maand na de beslissingswedstrijd om het noordelijk kampioenschap 1943/44 vond D-day plaats. De toestand in grote delen van Nederland werd steeds nijpender. Voor de hockeywereld waren er problemen ten aanzien van de terreinen bij gekomen alsmede een steeds groter tekort aan hockeyballen. In het noorden kwamen deze problemen naast de sedert het begin van de oorlog gebruikelijke reismoeilijkheden en benzineschaarste. De hockeybond had een enquête gehouden onder de aangesloten verenigingen over de vraag of er ook in 1944/45 een hockeycompetitie kon worden gehouden. De bond wilde tijdens een algemene ledenvergadering op 30 september in Utrecht hier over vergaderen.
De Duitsers hadden elke discussie echter overbodig gemaakt door medio september 1944 een algeheel verbod op sporten in de buitenlucht af te kondigen. Dit verbod bleef gelden tot en met de bevrijding. Het seizoen 1944/45 werd dan ook nooit gespeeld.
1928/29 · 1929/30 · 1930/31 · 1931/32 · 1932/33 · 1933/34 · 1934/35 · 1935/36 · 1936/37 · 1937/38 · 1938/39 · 1939/40 · 1940/41 · 1941/42 · 1942/43 · 1943/44 · 1944/45 · 1945/46 · 1946/47 · 1947/48 · 1948/49 · 1949/50 · 1950/51 · 1951/52 · 1952/53 · 1953/54 · 1954/55 · 1955/56 · 1956/57 · 1957/58 · 1958/59 · 1959/60 · 1960/61 · 1961/62 · 1962/63 · 1963/64 · 1964/65 · 1965/66 · 1966/67 · 1967/68 · 1968/69 · 1969/70 · 1970/71 · 1971/72 · 1972/73